# Глебычевское сельское поселение
Гле́бычевское се́льское поселе́ние — бывшее (до 2014 года) муниципальное образование в составе Выборгского района Ленинградской области.
Административный центр — посёлок Глебычево.

## Географические данные
- Расположение: юго-западная часть Выборгского района
- Граничило:
  - на севере — с Селезнёвским сельским поселением
  - на северо-востоке — с Высоцким городским поселением
  - на востоке — с Советским городским поселением
  - на юге, юго-востоке и юго-западе — с Приморским городским поселением
- По территории поселения проходит железная дорога, имеются станции Бор и Прибылово

## История
1945 год — образован Прибыловский сельский Совет депутатов трудящихся в посёлке Прибылово Выборгского района.
Февраль 1974 года — сельсовет переехал в посёлок Прибылово.
Январь 1981 года — сельсовет переименован в Глебычевский сельский Совет народных депутатов Выборгского района Ленинградской области.
19 декабря 1991 года — создан Малый Совет при Глебычевском сельском Совете народных депутатов.
11 октября 1993 года — образуется Глебычевская сельская администрация Выборгского района Ленинградской области.
18 января 1994 года — переименование сельсовета в волость.
1 февраля 2004 года — Глебычевская волость включена в новообразованную Приморскую окружную администрацию вместе с городом Приморском, Ермиловской и Краснодолинской волостями.
28 декабря 2004 года — в связи с отсутствием жителей был упразднён посёлок Каменка Глебычевской волости Выборгского района.
1 января 2006 года в соответствии с областным законом № 17-оз от 10 марта 2004 года «Об установлении границ и наделении соответствующим статусом муниципальных образований Всеволожский район и Выборгский район и муниципальных образований в их составе» образовано Глебычевское сельское поселение. В его состав вошла территория бывшей Глебычевской волости.
Законом Ленинградской области от 8 мая 2014 года № 23-оз Приморское городское поселение и Глебычевское сельское поселение объединены во вновь образованное Приморское городское поселение.

## Население
| 2006 | 2010  | 2011  | 2012  | 2013  | 2014  |
| ---- | ----- | ----- | ----- | ----- | ----- |
| 3600 | ↗3919 | ↗3922 | ↘3862 | ↘3706 | ↘3645 |

## Экономика
На территории бывшего поселения расположен Глебычевский керамический завод (производство керамической плитки).

## Состав сельского поселения
На территории поселения находились 4 населённых пункта (население, 2010):
| № | Населённый пункт | Тип населённого пункта                 | Население |
| - | ---------------- | -------------------------------------- | --------- |
| 1 | Вязы             | посёлок                                | 52        |
| 2 | Глебычево        | посёлок, бывший административный центр | 3542      |
| 3 | Ключевое         | посёлок                                | 106       |
| 4 | Прибылово        | посёлок                                | 219       |

28 декабря 2004 года в связи с отсутствием жителей областным законом № 120-оз был упразднён посёлок Каменка.